# リンブルフ語
リンブルフ語（リンブルフご、オランダ語: Limburgs、ドイツ語: Limburgisch）は、オランダ語の方言、もしくはインド・ヨーロッパ語族西ゲルマン語群に属する言語。低地ドイツ語のうち低地フランク語に属するとされるが、オランダ、ベルギーでは西中部ドイツ語（中部ドイツ語）に属する言語として捉えられている。リンブルク語、リンブルグ語とも呼ばれる。

## 概要
リンブルフ地方（オランダ最南端のリンブルフ州、隣接するベルギー東部のリンブルフ州）及びドイツのゼルフカント地方（ノルトライン＝ヴェストファーレン州）で話されている言語である。この地域は、標準ドイツ語と標準オランダ語／フラマン語の境界の周辺である。おおむねフェンロー、ケルン、アーヘン、マーストリヒト、ハッセルトと結ぶ円の中で話されている。リンブルフ語はオランダでは地方言語とされ、ヨーロッパ地方言語・少数言語憲章の第2章により適度の保護を受けている。
ISO 693-2の言語コードは「lim」。

## 呼称
リンブルフ語の各言語における呼び名は次の通り。
- リンブルフ語：Plat、Limburgs、Lèmbörgs
- 標準オランダ語：Limburgs
- 標準ドイツ語：Limburgisch
- 英語：Limburgish、Limburgian、Limburgic
- フランス語：Limbourgeois

このようにドイツでは、低フランク諸語方言に属するリンブルク・ベルク方言群の一部としてリンブルフ語を考えるのが普通である。しかし、オランダとベルギーでは、これらはすべて「西部中央ドイツ語」または単なる「高地ドイツ語」として考える。この違いは定義の違いによって起きる。すなわち、オランダ・ベルギーの言語学者は、低地ドイツ語が第二次子音推移を全く受けていないと考えるからである。

## 分布
リンブルフ語はオランダ・ベルギーにおいておおよそ160万人が話し、ドイツでは定義によるが数十万人が話している。ベルギー（フラマン語地域）で話されるリンブルフ語は、オランダやドイツで話されるものよりもフランス語の影響を多く受けている。
エスノローグによると、ドイツでの分布地域にある都市では住民の50%～90%が母語として用いている。

## 特徴
リンブルフ語は二種類の高低アクセントを持つ言語である。このアクセントは厳密には異なるものの中国語などの完全な声調言語のように、「声調」と呼ばれる事がある。この声調により、子音・母音の組み合わせ自体は同じであっても意味が異なるという語が存在する。二つの声調のうちの一つは"Stoottoon"と呼ばれ、もう一つは"Sleeptoon"と呼ばれる (nl) 。どちらも高く始まり、下に落ちる。その後、Stoottoonは下に降りたまま終わるが、Sleeptoonではさらに音が上がる。たとえば"zie"という単語はStoottoonでは「ページ」の意味であるが、Sleeptoonでは「女」の意味である。
ヨーロッパの言語のうち高低アクセントを持つものはリンブルフ語の他には同じゲルマン語派のスウェーデン語やノルウェー語、スラヴ語派のセルボクロアチア語（セルビア語、ボスニア語、クロアチア語）やスロヴェニア語の方言 (en) 、そしてバルト語派のリトアニア語などが知られている。
リンブルフ語は、その下層にケルト語がある可能性の徴を見せる。それは他の西ゲルマン語派の各方言よりもケルト語起源の単語が多いことに見られる。この地域は、元々ケルト系部族が住んでいたのである。

## リンブルフ語のバリエーション

### 低リンブルフ語
北部低リンブルフ語（ik-リンブルグ語）は、オランダのフェンロー周辺で話され、ドイツではクレファーラント方言の一つと考えられている。
中部低リンブルフ語は、マーストリヒトを中心とした地域およびその北に隣接する地域について、ドイツで使用される概念である。ドイツではベルギーのヘンク周辺のリンブルフ語のバリエーションという概念である。また、ドイツ語の概念では、ヘンクとハッセルトの間のリンブルフ語のバリエーションでもある。
東リンブルフ・リプアーリ語オーフェルガングス地域は、ベルギーのWelkenraedt、Lontzen、モレネを含むオイペン周辺、及びオランダのUbachとBrunssumの間、さらにメンヒェングラートバッハを含むドイツの広い範囲の言語地域について説明するドイツの概念である。東リンブルフ語は、ベルギーのVoeren、オランダのSittardの南からドイツのデュルケンと中部クレフェルトまでの地域を含むドイツの概念である。
西部低リンブルフ語は、ベルギーのハッセルトとVeldekeの周辺で話されているリンブルフ語のバリエーションである。ドイツでは西リンブルフ語はベルギーのハッセルトとVeldekeの周辺に加え、オランダのリンブルフとオランダのブラバント地域を含む。東西のリンブルフ語の境界は、ベルギーの自治体Voerenに含まれる's-Gravenvoeren村とSint-Martens-Voeren村の間のわずかに南から始まる。

### 高リンブルフ語
オランダのケルクラーデ、ファールス周辺、ドイツのアーヘン周辺、ベルギーのRaeren、Eynatten周辺で話されているものは、リプアーリ語と考えられている。もし声調がこのバリエーションを定義するのであれば、数十キロドイツに向かって広がる。それは高地ドイツ語のバリエーションに属する階層に属すると一般に考えられている。